# Камерано-Казаско
Камерано-Казаско (итал. Camerano Casasco) — коммуна в Италии, располагается в регионе Пьемонт, в провинции Асти.
Население составляет 498 человек (2008 г.), плотность населения составляет 74 чел./км². Занимает площадь 7 км². Почтовый индекс — 14020. Телефонный код — 0141.
Покровителем коммуны почитается святой Лаврентий, празднование 10 августа.

## Демография
Динамика населения:

## Администрация коммуны
- Официальный сайт: http://www.comune.camerano.at.it Архивная копия от 25 февраля 2018 на Wayback Machine